# Мартини, Пьерлуиджи

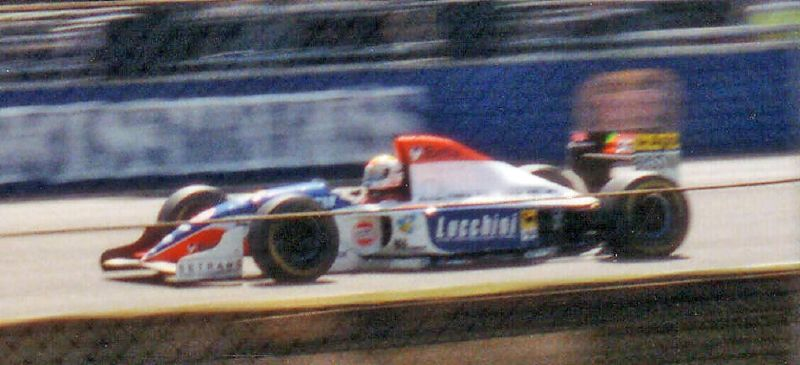
Мартини за рулём «Минарди» на Гран-при Великобритании 1994 г.

Пьерлуиджи Мартини (итал. Pierluigi Martini; род. 23 апреля 1961, Луго ди Романья, Равенна, Италия) — итальянский автогонщик, участник чемпионатов мира в классе Формулы-1
Мартини — участник чемпионатов Гран-при конца 1980-х — начала 1990-х годов; был очень популярен, несмотря на редкие спортивные успехи. Был лицом Италии в формуле-1.
В 1983 г. выиграл чемпионат Европы Формулы-3, после чего перешёл в Формулу 1. Дебютировал в 1984 г. в Toleman, сменив Айртона Сенну.
Большую часть карьеры провёл в команде Minardi. За 12 лет в Формуле-1 провёл 124 Гран-при, набрав 18 очков.
В 1996 г. перешёл в гонки спортивных машин и выступал в «24 часах Ле-Мана» до 1999 г., а также в чемпионате FIA GT в 1997 г., добившись победы за рулём BMW в 1999 г. вместе с Янником Дальмасом и Йоахимом Винкельхоком.
В 2006 г. участвовал в гонке Grand-Prix Masters. С 2009 г. выступает за команду Zakspeed в Super Stars Series на Chrysler 300С.